# ان‌جی‌سی ۵۵۰۱
ان‌جی‌سی ۵۵۰۱ (انگلیسی: NGC 5501) یک کهکشان مارپیچی بدون میله در صورت فلکی دوشیزه است.